# Strojilo
Strojila so vodne raztopine organskih ali anorganskih snovi, s katerimi strojijo živalske kože.
Strojila delimo na: rastlinska strojila, strojila živalskega izvora, mineralna, sintetična in pomožna strojila.

## Rastlinska strojila
Rastlinska ali vegetabilna strojila pridobivajo iz različnih rastlinskih delov, kakor npr. iz lubja, lesa, ali pa plodov in izrastkov različnega drevja. V rastlinskih strojilih se nahajajo čreslovine, od katerih je najvažnejši tanin. Tanin ima trpek okus, v vodi se topi, a z beljakovinami tvori neraztopne snovi. Najvažnejša vegetabilna strojila so čreslo, les in rujevina.
Čreslo se imenuje zmleto lubje, ki vsebuje veliko čreslovine. Takšno lubje je smrekovo lubje (ima do 10 % čreslovine), hrastovo lubje (do 14 %), brezovo lubje ter lubje nekaterih tropskih dreves kakor  mimoza (do 30 % čreslovine) in maleto (43 % čreslovine) in še mnoga druga drevesa.
Les nekaterih dreves vsebuje tudi čreslovino in se zato iz njega pridobiva tanin. Na Slovenskem se je v ta namen izkoriščal hrastov in kostanjev les  (od 4 do 8 % tanina). V svetovni proizvodnji tanina pa je najvažnejši les quebracha, ki ga pridobivajo iz neke vrste hrasta, ki raste v Južni Ameriki. Mnogo tanina pa daje neka akacija, imenovana katehu.
Rujevina, imenovana tudi šmak, je najplemenitejša vrsta rastlinskega strojila. Pridobivajo jo iz listov grma ruja, ki raste ob Sredozemskem morju in ima do 27 % tanina. Rujevino uporabljajo za strojenje tankih in finih kož svetle barve. Po strojenju z rujevino postanejo kože zelo mehke in elastične.

## Strojila živalskega izvora
Strojila živalskega izvora so razna ribja olja, posebno olje polenovke (trska) in sardin, ki vsebujejo mnogo nenasičenih maščobnih kislin (trani).

## Mineralna strojila
Mineralna strojila so kromove soli in to kromov galun ali pa kalijev bikromat innatrijev bikromat in kuhinjska sol.

## Sintetična strojila
Pridobivajo se iz naftnih spojin in imajo razzlična komercialna imena. Najbolj je poznan tanigan. Sintetična strojila so nadomestila vsa doslej znana strojila, ker se s tem štedi taninski les.

## Pomožna strojila
Najbolj znano pomožno strojilo je bilo pinotan, ki so ga pridobivali iz podlužnice, katera ostaja pri proizvodnji sulfitne celuloze. Na Slovenskem so izdelovali pinotan v Goričanah.